# Vicus Artium
Le « Vicus Artium » est un portique de style néo-classique situé au centre de la ville belge de Louvain (Leuven) dans la province du Brabant flamand.

## Localisation
Le portique « Vicus Atrium » se dresse le long de la rue Leopold Vanderkelen, en plein centre-ville, à quelques dizaines de mètres à l'est de l'Hôtel de ville et de l'église Saint-Pierre.

## Historique
Le portique est le dernier vestige de la Faculté des Arts de l'Université de Louvain (appelée « Vicus Artium »), qui fut fondée en 1425 en même temps que l'Université.
Le bâtiment de la faculté fut rénové durant la deuxième moitié du XVIIIe siècle. Le portique à colonnes date de cette époque : il fut construit en 1766 par Laurent-Benoît Dewez.
Après la suppression de l'Université à la Révolution française en 1797, les bâtiments du Vicus Artium accueillent à partir de 1830 le tribunal de première instance.
Après les destructions de la Première Guerre mondiale, seul subsiste le portique, qui devient l'entrée de la bibliothèque municipale construite en 1937. La bibliothèque est à son tour démolie pour céder la place au musée municipal « M » construit de 2004 à 2009, dont le portique constitue à nouveau l'entrée.

## Classement
Le portique est classé comme monument historique depuis le 26 novembre 1942 et figure à l'inventaire du patrimoine immobilier de la Région flamande sous la référence 43063.

## Architecture
Le portique « Vicus Artium » est construit en pierre bleue et pierre blanche.
Il comporte six colonnes toscanes dont la base est ornée d'un anneau torique, un entablement non orné et un fronton triangulaire.
Le tympan en pierre blanche du fronton arbore un cartouche à gouttes (petits pendentifs typiques de l'architecture néo-classique) qui porte la mention « Stedelijke Openbare Boekerij en Leeszaal - 1937 » (Bibliothèque publique municipale et salle de lecture - 1937).
|  |  |